# Занкт-Петер (Баден-Вюртемберг)
Занкт-Петер (нім. Sankt Peter) — громада в Німеччині, розташована в землі Баден-Вюртемберг. Підпорядковується адміністративному округу Фрайбург. Входить до складу району Брайсгау-Верхній Шварцвальд.
Площа — 35,93 км2. Населення становить 2651 ос. (станом на 31 грудня 2020).